# La Course du rat
La Course du rat est une bande dessinée française de Gérard Lauzier, publiée par Dargaud en avril 1978. François Leterrier l'a adaptée pour le cinéma en 1980 sous le titre Je vais craquer.

## Synopsis[3],[4]
Un soir, Jérôme Ozendron retrouve son vieil ami, l'acteur Christian, dont la vie nocturne bruyante fait pâlir la vie bourgeoise. Jérôme décide qu'il en a assez de la vie d'entreprise : il démissionne de son poste et de sa fonction et revient à son rêve de devenir écrivain. Le problème, c'est qu'il perd sa femme et ses enfants et, pire encore, son imagination et son identité.

## Adaptation cinématographique[5]
Une adaptation cinématographique réalisée par  François Leterrier,, avec Christian Clavier et Nathalie Baye dans les rôles principaux, est sortie en 1980 au cinéma sous le nom Je vais craquer.